# Federació Lituana del Treball
La Federació Lituana del Treball (LDF) (en lituà: Lietuvos Darbo Federacija) és una central sindical nacional de Lituània amb seu a Vílnius. Va ser fundada el 1919, però es va dissoldre posteriorment al moment de l'ocupació soviètica. Es va tornar a recrear el 1991.
La LDF està afiliada a la Confederació Sindical Internacional i la Confederació Europea de Sindicats.